# Šimon z Trevíru
Svatý Šimon z Trevíru († 1035, Trevír) byl byzantský mnich a poustevník.

## Život
Narodil se v Syrakusách jako syn řeckého úředníka.
Vyrůstal v Konstantinopoli, kde získal vzdělání. Sedm let byl průvodcem poutníků do Svaté země. Poté se stal mnichem v Betlémě. Po dvou letech odešel do kláštera svaté Kateřiny na hoře Sinaj. Svým představeným byl poslán k vévodu Richardovi II. Normandskému. pro finanční podporu. Při cestě byla loď přepadena piráty, ale podařilo se mu zachránit. Dostal se do Antiochie, kde potkal opata Eberwina z Tholey, ke kterému se přidal na cestu s poutníky. Když dorazili do Bělehradu, bylo jim zakázáno pokračovat v cestě a odešli přes Řím do Francie.
Cestoval po Francii a Německu a nakonec odešel do Trevíru. Trevírský arcibiskup jej pozval s sebou na pouť do Jeruzaléma. Po svém návratu zpět do Trevíru požádal, aby mohl žít ve věži brány Porta Nigra. Dne 29. listopadu 1030 byl za přítomnosti arcibiskupa ve věži uzamčen.
Zemřel roku 1035.
Jeho svátek se připomíná 1. května.